# Gabriel Ochoa Uribe
Gabriel Ochoa Uribe (Sopetrán, Antioquia, 20 de noviembre de 1929-Cali, Valle del Cauca, 8 de agosto de 2020) fue un médico, futbolista y entrenador de fútbol colombiano. Jugó como arquero.
Especializado en ortopedia y traumatología, considerado el entrenador de fútbol más importante en la historia de ese país por tener un total de catorce títulos, trece ganados en el campeonato de primera división (uno con Santa Fe, cinco con Millonarios y siete con el América de Cali) y un título de Copa Colombia con Millonarios. También, es el entrenador con más partidos dirigidos en la Copa Libertadores, con un total de 116 encuentros.

## Futbolista
Ochoa Uribe empezó en el mundo del ecuestre como jinete en la ciudad de Medellín pero a la edad de 17 años entra al mundo del fútbol cuando recala en el América de Cali en 1946, donde fue una de las figuras de este equipo en la época del fútbol aficionado. Ochoíta, como era conocido por su corta edad, se desempeñaba como guardameta y estuvo en el Rojo del Valle durante tres años, en 1948 debutó profesionalmente y fue golero titular en cinco de los partidos del torneo de ese año. En diciembre del mismo fue transferido a Millonarios.
Durante su época en Millonarios en la época de El Dorado, obtuvo cuatro títulos del campeonato profesional colombiano en 1949, 1951, 1952 y 1953, además de una Copa Colombia en 1953, la Pequeña Copa del Mundo de Clubes también en 1953 y el Campeonato de las Bodas de Oro del Real Madrid en 1952, durante la primera gira de un club colombiano en Europa. 
Luego siguió su carrera como futbolista en el Club América de Río de Janeiro en Brasil, siendo así el segundo arquero colombiano en jugar en el exterior después de Efraín 'Caimán' Sánchez, y fue subcampeón del campeonato carioca en 1955. Paralelamente a la actividad deportiva estudio su especialidad en medicina apoyado por su entrenador Martim Francisco Ribeiro quien permaneció con él durante sus 3 años en el equipo.
Regresó a final de ese año a Millonarios, y se retiró definitivamente del fútbol activo en 1958, para asumir hacia mediados de año la dirección técnica de este mismo club, logrando entonces el subcampeonato en esa temporada.
Como dato anecdótico, en 1952 fue el reemplazo de Alfredo Di Stéfano, jugador estrella del cuadro albiazul, quien la noche anterior en un juego en Bucaramanga se quedaría en Bogotá por el nacimiento de su hija. Ante la falta de suplentes, actuó como jugador de campo y marcó el primer gol del juego, que terminó con victoria 1-7 de Millonarios. Fue así el primer arquero en Colombia en anotar un gol de campo.

## Técnico

### Millonarios y Santa Fe
Se convirtió en insignia como técnico de Millonarios al acumular 10 títulos como DT y jugador, marca absoluta en el club, además de ser el primero en llevar a un equipo colombiano a una semifinal de Copa Libertadores. Dirigió luego a Independiente Santa Fe, rival de plaza, en 1966, y lo sacó campeón. Regresó en la década del setenta a Millonarios, ganó un título, dos subtítulos y llegó a dos semifinales de Copa Libertadores, para retirarse transitoriamente del fútbol en 1977.
América de Cali
El día 18 de febrero de 1979 fue contratado por el América de Cali, hasta ese entonces un club modesto pero importante dentro del fútbol colombiano. Su permanencia de doce años al mando de los Diablos Rojos dejó como primer gran fruto el primer título nacional para este el equipo rojo de Cali, cuyas mejores figuraciones hasta el momento habían sido dos subcampeonatos en 1960 y 1969. Adicionalmente, seis estrellas más, cinco de ellos consecutivos, con lo que Ochoa Uribe obtuvo así la marca máxima y aún vigente en el país de ser el técnico con más campeonatos ganados como DT en un mismo equipo; asimismo, los Diablos Rojos continúan siendo el único equipo en Colombia con un pentacampeonato en su haber merced a la conducción del veterano estratega.
Ochoa Uribe también llevó al América de Cali durante tres años consecutivos (1985-1987) a la final de la Copa Libertadores de América, certamen que pese a la nómina de grandes jugadores con que contaba el cuadro escarlata en aquel entonces, no pudo ganar. Le dijo adiós al club vallecaucano y definitivamente al fútbol en diciembre de 1991.
Curiosamente, siendo un técnico ganador, no solía dar la vuelta olímpica con sus dirigidos al cabo de un título. Esta costumbre se rompió en diciembre de 1985 cuando La Mechita consiguió su quinta estrella y Ochoa, por insistencia de sus jugadores, finalmente se animó a acompañarlos durante la celebración de este triunfo.

### Selección Colombia
Además dirigió la selección Colombia en el Campeonato Preolímpico de 1959, consiguiendo la primera victoria de una selección colombiana sobre Brasil por 2-0, el Campeonato Sudamericano 1963, y en 1985 durante las eliminatorias al Mundial de Fútbol México 1986, donde llegó hasta el repechaje terminando derrotado por Paraguay.

## Controversias
Gabriel Ochoa Uribe fue criticado por ser un técnico que arriesgaba poco en los partidos. En muchas ocasiones era blanco de la prensa porque, al ir ganando el juego, prefería encerrarse defensivamente para mantener la ventaja en lugar de buscar ampliarla. Por ello sus relaciones con los medios fueron mayoritariamente tormentosas, no era muy amigo de dar declaraciones antes de partidos cruciales o después de estos.
En 1981, enfrentando en Medellín a Atlético Nacional por las finales del torneo colombiano, decidió retirar del campo a sus jugadores antes de concluir el encuentro alegando una pésima actuación arbitral. A la postre el equipo verdolaga terminó campeón.
En 1985, con tan solo unos pocos días de diferencia, tuvo ante sí un doble reto: la final de la Copa Libertadores con el América ante Argentinos Juniors, y el repechaje de la selección Colombia contra Paraguay. Se dice que Ochoa le dio prioridad al torneo continental sobre las eliminatorias mundialistas.
El tercer juego ante Argentinos Juniors por la final de la Copa Libertadores de América, disputado en la Asunción, finalizó igualado 1-1 en el tiempo reglamentario y el alargue, por lo que se hizo necesario definir mediante tiros desde el punto penal, instancia en la que el América de Cali falló el cobro decisivo en los pies de Antony de Ávila. No obstante, quien debía ejecutar dicho tiro era el Arquero Falcioni, pero hay varias versiones de por qué no lo hizo:
- Falcioni quería el primer penal para luego concentrarse en tapar los de sus rivales, pero Ochoa Uribe ya había elegido a Ricardo Gareca para ello. A cambio, le ofreció el quinto y el guardameta se rehusó.
- Ochoa le preguntó a Falcioni si iba a cobrar, y este se negó aduciendo que estaban enfrentando a un equipo argentino, y que de fallarlo podría ser culpado de traición y favorecimiento a sus compatriotas.
- Falcioni no quería cobrar ningún penal, pero Ochoa le insistía dados los antecedentes en partidos del torneo colombiano en los que el guardameta lo había hecho y acertado. Ante la reiterada negativa del cancerbero, el técnico eligió al “Pitufo” De Ávila.

Y tres días después, en la repesca, la Selección Colombia cayó 3-0 con la Selección de fútbol de Paraguay.
En 1987, durante el tercer partido de la final de la Copa Libertadores 1987 frente a Peñarol, hizo una sustitución bastante inexplicable: reemplazó a Ricardo Gareca, centro-delantero quien se acababa de lesionar tras una aparatosa chilena, con Enrique Esterilla, habitualmente defensa central de gran estatura. La modificación no fue del todo exitosa, y lo peor aún estaba por venir: después de aguantar 119 minutos para poder coronarse campeón, el América de Cali perdió el encuentro a sólo ocho segundos de su conclusión.

## Fallecimiento
Falleció el 8 de agosto de 2020 a los 90 años, aquejado por constantes problemas de salud tras ser internado en un hospital de Cali. Su muerte fue anunciada por las redes sociales de uno de sus familiares.

## Datos y récords
- Primer arquero colombiano en anotar un gol: sucedió en 1952 y se lo convirtió al Atlético Bucaramanga en un partido que terminaría a favor de Millonarios Fútbol Club por un marcador de 7-1 (en este partido el Dr. Ochoa jugó como delantero).
- Primer arquero colombiano en jugar para un equipo brasileño, militando desde enero de 1955 hasta junio de 1957 en el América de Río de Janeiro.
- Es el técnico Colombiano que más títulos ha conseguido.
- Por Categoría Primera A dirigió 1361 partidos.
- Por Copa Libertadores dirigió 115 partidos.
- Fue el primer técnico colombiano en dirigir a Millonarios Fútbol Club.
- Entrenador más joven en dirigir a Millonarios Fútbol Club, con 29 años de edad en 1958.
- Es el técnico que más partidos dirigió en el América de Cali con 763 partidos.
- Es el segundo técnico con más partidos dirigidos en Club Independiente Santa Fe con 177 partidos.
- Es el técnico que más partidos dirigió a Millonarios Fútbol Club con 600 partidos.
- Es el director técnico colombiano que más partidos dirigió con un total más de 1000 partidos.
- Inactividad: en los años 1969, 1976 y 1978 estuvo retirado del fútbol trabajando como doctor en su consultorio privado.
- En 1988 mientras dirigía al América de Cali tomó una licencia no remunerada de 8 meses para especializarse en Europa, dejando al mando del equipo a su asistente, Tucho Ortíz. El día 1 de septiembre retomó sus labores como entrenador.
- Es el director técnico con más triunfos en Copa Libertadores, contando con 48.
- Único entrenador colombiano en consagrarse campeón en 5 décadas diferentes, 50's, 60's, 70's, 80's y 90's.

## Clubes

### Como futbolista
| Club            | País     | Año       |
| --------------- | -------- | --------- |
| América de Cali | Colombia | 1948      |
| Millonarios     | Colombia | 1949-1954 |
| América RJ      | Brasil   | 1955-1957 |
| Millonarios     | Colombia | 1957      |

### Como entrenador
| Club                           | País     | Año       |
| ------------------------------ | -------- | --------- |
| Millonarios                    | Colombia | 1958-1960 |
| Selección Olímpica de Colombia | Colombia | 1959      |
| Millonarios                    | Colombia | 1961-1963 |
| Selección Colombia de Mayores  | Colombia | 1963      |
| Santa Fe                       | Colombia | 1965-1968 |
| Millonarios                    | Colombia | 1970-1975 |
| Millonarios                    | Colombia | 1977      |
| América de Cali                | Colombia | 1979-1987 |
| Selección Colombia de Mayores  | Colombia | 1985      |
| América de Cali                | Colombia | 1988-1991 |

## Estadísticas como entrenador

### Clubes
- Notas:
  - No se encontró estadística con claridad en su paso por Independiente Santa Fe (1965-68). Su asistente Luis Alberto Rubio, también llegó a dirigir en este intervalo de tiempo.
  - En el Campeonato colombiano 1988 comenzó a dirigir al América de Cali desde el día 1 de septiembre. Es decir, dirigió las últimas fechas del Torneo Finalización y el Octogonal final. El resto de la temporada la había dirigido su asistente Tucho Ortiz.

| Millonarios · Colombia     | 1ª                  | 1958                | 36   | 20  | 7   | 9   | -  | - | - | - | -   | -  | -  | -  | 36   | 20  | 7   | 9   | 62.04% |
| Millonarios · Colombia     | 1ª                  | 1959                | 44   | 22  | 14  | 8   | -  | - | - | - | -   | -  | -  | -  | 44   | 22  | 14  | 8   | 60.61% |
| Millonarios · Colombia     | 1ª                  | 1960                | 44   | 16  | 13  | 15  | -  | - | - | - | 4   | 2  | 1  | 1  | 46   | 18  | 14  | 16  | 49.27% |
| Millonarios · Colombia     | 1ª                  | 1961                | 32   | 22  | 8   | 2   | -  | - | - | - | -   | -  | -  | -  | 32   | 22  | 8   | 2   | 77.08% |
| Millonarios · Colombia     | 1ª                  | 1962                | 44   | 25  | 12  | 7   | -  | - | - | - | 4   | 1  | 1  | 2  | 48   | 26  | 13  | 9   | 68.12% |
| Millonarios · Colombia     | 1ª                  | 1963                | 48   | 27  | 9   | 12  | -  | - | - | - | 3   | 0  | 1  | 2  | 51   | 27  | 10  | 14  | 59.48% |
| Millonarios · Colombia     | 1ª                  | F-1970              | 9    | 6   | 2   | 1   | -  | - | - | - | -   | -  | -  | -  | 9    | 6   | 2   | 1   | 74.08% |
| Millonarios · Colombia     | 1ª                  | 1971                | 58   | 32  | 13  | 13  | -  | - | - | - | -   | -  | -  | -  | 58   | 32  | 13  | 13  | 62.64% |
| Millonarios · Colombia     | 1ª                  | 1972                | 60   | 35  | 14  | 11  | -  | - | - | - | 2   | 1  | 0  | 1  | 62   | 36  | 14  | 12  | 65.59% |
| Millonarios · Colombia     | 1ª                  | 1973                | 56   | 32  | 14  | 10  | -  | - | - | - | 6   | 2  | 2  | 2  | 62   | 34  | 16  | 12  | 63.44% |
| Millonarios · Colombia     | 1ª                  | 1974                | 57   | 28  | 12  | 17  | -  | - | - | - | 10  | 6  | 2  | 2  | 67   | 34  | 14  | 19  | 57.72% |
| Millonarios · Colombia     | 1ª                  | 1975                | 57   | 32  | 15  | 10  | -  | - | - | - | -   | -  | -  | -  | 57   | 32  | 15  | 10  | 64.91% |
| Millonarios · Colombia     | 1ª                  | A-1977              | 26   | 10  | 8   | 8   | -  | - | - | - | -   | -  | -  | -  | 26   | 10  | 8   | 8   | 48.72% |
| Millonarios · Colombia     | Total               | Total               | 571  | 307 | 141 | 123 | 0  | 0 | 0 | 0 | 29  | 12 | 7  | 10 | 600  | 319 | 148 | 133 | 61.39% |
| Santa Fe · Colombia        | 1ª                  | 1965-68             | 167  |     |     |     | -  | - | - | - | 10  | 3  | 2  | 5  | 177  |     |     |     | 52.09% |
| Santa Fe · Colombia        | Total               | Total               | 167  |     |     |     | 0  | 0 | 0 | 0 | 10  | 3  | 2  | 5  | 177  |     |     |     | 52.09% |
| América de Cali · Colombia | 1ª                  | 1979                | 61   | 31  | 19  | 11  | -  | - | - | - | -   | -  | -  | -  | 61   | 31  | 19  | 11  | 61.2%  |
| América de Cali · Colombia | 1ª                  | 1980                | 71   | 27  | 23  | 21  | -  | - | - | - | 10  | 4  | 5  | 1  | 81   | 31  | 28  | 22  | 49.79% |
| América de Cali · Colombia | 1ª                  | 1981                | 59   | 28  | 14  | 17  | -  | - | - | - | -   | -  | -  | -  | 59   | 28  | 14  | 17  | 55.37% |
| América de Cali · Colombia | 1ª                  | 1982                | 61   | 29  | 21  | 11  | -  | - | - | - | -   | -  | -  | -  | 61   | 29  | 21  | 11  | 59.02% |
| América de Cali · Colombia | 1ª                  | 1983                | 54   | 28  | 14  | 12  | -  | - | - | - | 10  | 5  | 3  | 2  | 64   | 33  | 17  | 14  | 60.41% |
| América de Cali · Colombia | 1ª                  | 1984                | 56   | 30  | 18  | 8   | -  | - | - | - | 6   | 3  | 1  | 2  | 62   | 33  | 19  | 10  | 63.45% |
| América de Cali · Colombia | 1ª                  | 1985                | 56   | 33  | 12  | 11  | -  | - | - | - | 13  | 5  | 6  | 2  | 69   | 38  | 18  | 13  | 63.77% |
| América de Cali · Colombia | 1ª                  | 1986                | 56   | 30  | 14  | 12  | -  | - | - | - | 12  | 5  | 4  | 3  | 68   | 35  | 18  | 15  | 60.29% |
| América de Cali · Colombia | 1ª                  | 1987                | 56   | 24  | 21  | 11  | -  | - | - | - | 14  | 6  | 5  | 3  | 70   | 30  | 26  | 14  | 55.24% |
| América de Cali · Colombia | 1ª                  | F-1988              | 26   | 13  | 5   | 8   | -  | - | - | - | 4   | 3  | 1  | 0  | 30   | 16  | 6   | 8   | 60%    |
| América de Cali · Colombia | 1ª                  | 1989                | 38   | 20  | 14  | 4   | 14 | 4 | 4 | 6 | -   | -  | -  | -  | 52   | 24  | 18  | 10  |        |
| América de Cali · Colombia | 1ª                  | 1990                | 52   | 28  | 19  | 5   | -  | - | - | - | -   | -  | -  | -  | 52   | 28  | 19  | 5   | 66.03% |
| América de Cali · Colombia | 1ª                  | 1991                | 52   | 25  | 14  | 13  | -  | - | - | - | 10  | 6  | 3  | 1  | 62   | 31  | 17  | 14  | 59.14% |
| América de Cali · Colombia | Total               | Total               | 698  | 346 | 208 | 144 | 14 | 4 | 4 | 6 | 79  | 37 | 28 | 14 | 791  | 387 | 240 | 164 | 64.06% |
| Total en su carrera        | Total en su carrera | Total en su carrera | 1425 |     |     |     | 14 | 4 | 4 | 6 | 118 | 52 | 37 | 29 | 1559 |     |     |     |        |
| 1. 2.                      |                     |                     |      |     |     |     |    |   |   |   |     |    |    |    |      |     |     |     |        |

### Selecciones
| Selección                   | Periodo                     | Periodo                     | Totales | Totales | Totales | Totales | Totales       |
| Selección                   | De                          | A                           | PJ      | PG      | PE      | PP      | Rendimiento % |
| --------------------------- | --------------------------- | --------------------------- | ------- | ------- | ------- | ------- | ------------- |
| Colombia Sub-23             | 15 de abril de 1959         | 30 de abril de 1959         | 2       | 1       | 0       | 1       | 50%           |
| Colombia Mayores            | 10 de marzo de 1963         | 4 de septiembre de 1963     | 8       | 1       | 1       | 6       | 16.67%        |
| Colombia Mayores            | 1 de febrero de 1985        | 3 de noviembre de 1985      | 19      | 8       | 5       | 6       | 50.88%        |
| Total en Selección Colombia | Total en Selección Colombia | Total en Selección Colombia | 29      | 10      | 6       | 13      | 41.38%        |

## Palmarés

### Como futbolista
| Título        | Club        | País     | Año  |
| ------------- | ----------- | -------- | ---- |
| Primera A     | Millonarios | Colombia | 1949 |
| Primera A     | Millonarios | Colombia | 1951 |
| Primera A     | Millonarios | Colombia | 1952 |
| Primera A     | Millonarios | Colombia | 1953 |
| Copa Colombia | Millonarios | Colombia | 1953 |

### Como entrenador
| Título    | Club            | País     | Año  |
| --------- | --------------- | -------- | ---- |
| Primera A | Millonarios     | Colombia | 1959 |
| Primera A | Millonarios     | Colombia | 1961 |
| Primera A | Millonarios     | Colombia | 1962 |
| Primera A | Millonarios     | Colombia | 1963 |
| Primera A | Santa Fe        | Colombia | 1966 |
| Primera A | Millonarios     | Colombia | 1972 |
| Primera A | América de Cali | Colombia | 1979 |
| Primera A | América de Cali | Colombia | 1982 |
| Primera A | América de Cali | Colombia | 1983 |
| Primera A | América de Cali | Colombia | 1984 |
| Primera A | América de Cali | Colombia | 1985 |
| Primera A | América de Cali | Colombia | 1986 |
| Primera A | América de Cali | Colombia | 1990 |